# Pressus
Il Pressus è un neuma utilizzato nella notazione del canto gregoriano.
Il pressus è formato dall'apposizione di una nota isolata all'unisono davanti ad una clivis.
L'esecuzione del pressus in intensità varia in base alla posizione che occupa, relativamente alla linea melodica se in crescendo o decrescendo.